# State of Grace
State of Grace är en amerikansk film från 1990 i regi av Phil Joanou, efter manus av Dennis McIntyre.

## Handling
Frankie (Ed Harris) välkomnar Terry Noonan (Sean Penn) tillbaka till hemkvarteren och till sin organisation efter en lång tids bortavaro. Gänget känner dock inte till att Terry blivit polis då han var i Boston. Han har flyttat tillbaka till New York för att arbeta under täckmantel i sina gamla kvarter och sätta dit de irländska gangstrarna innan de gör ett avtal med den italienska maffian. 

## Rollista
- Sean Penn – Terry Noonan
- Ed Harris – Frankie Flannery
- Gary Oldman – Jackie Flannery
- Robin Wright – Kathleen Flannery
- John Turturro – Nick
- John C. Reilly – Stevie McGuire

## I populärkulturen
Filmen, tillsammans med dess skådespelare Robin Wright Penn, nämns i låten Palace & Main av det svenska rockbandet Kent. Låten släpptes som singel den 4 maj 2005 och finns även med på albumet Du & jag döden från samma år. Textraderna låter "jag skjuter allting framför mig, som Robin Wright Penn gör i State of Grace."